# Щёголева, Радмила Валентиновна
Радми́ла Валенти́новна Щёголева (укр. Радмила Валентинівна Щоголева) (род.
23 марта 1973, Киев) — украинская актриса театра и кино, телеведущая, известна как Геля из «СВ-шоу».

## Семья и ранние годы
Радмила Щёголева родилась в Киеве 23 марта 1973 года. Имя дал отец в честь югославской певицы Радмилы Караклаич, которая выступала с гастролями в Киеве в её день рождения. Мать — Лидия Щёголева. Дед был заместителем директора Академического театра оперы и балета УССР имени Тараса Григорьевича Шевченко, бабушка пела на его сцене, отец работал режиссёром в музыкальном театре и преподавал в Киевской консерватории.
После окончания средней школы Щёголева окончила Киевский национальный университет театра, кино и телевидения имени И. К. Карпенко-Карого (курс Юрия Мажуги).

## Карьера актрисы и награды
Актёрскую карьеру Щёголева начала в Национальном академическом театре русской драмы имени Леси Украинки. Некоторое время спустя перешла в театр Андрея Данилко, совместно с которым вела телевизионную программу «СВ-шоу» исполняя роль Гели практически без реплик. В 2004 году тандем с Данилко распался, а Щёголева серьёзно заболела и долго лечилась

Работать было интересно — у всех свои роли, но оставаться просто Гелей стало невмоготу. Более того, существуя в жестком графике, я катастрофически теряла другие предложения. Они поступали всё реже и реже. Причем не столько из-за моей занятости, сколько из-за моего сложившегося стереотипа.
Совместно с Русланой Писанкой принимала участие в другом проекте — «Женский клуб».
Дебютировала в кино в сериале «Остров любви» в 1995 году. Следом был другой сериал: «Роксолана — пленница султана», где она сыграла одну из главных ролей (Клара). После этого ещё неоднократно снималась в кино.
В 1999 году была номинирована на приз за лучшую женскую роль на киевском кинофестивале «Стожары».
Член Союза кинематографистов Украины.
C 2007 года состоит в труппе Русского независимого театра.
В проекте «Дау» снялась со своей матерью — Лидией Щёголевой. По сообщениям титров, за время производства картины мать скончалась.
Занималась бизнесом — с друзьями открыла кадровое агентство.

## Личная жизнь
- Первый раз вышла замуж в 23 года. Брак вскоре распался из-за постоянных гастролей[4].
- Второй Муж — Андрей. Сыновья Дмитрий и Артём.

## Фильмография
| Год       |   | Название          | Роль                                          |
| --------- | - | ----------------- | --------------------------------------------- |
| 1995      | с | Остров любви      | Мотря                                         |
| 1997—1998 | с | Роксолана         | Клара, жена Ахмеда и подруга Роксоланы        |
| 1999      | ф | Белый костюм      | Кармен                                        |
| 2000      | ф | Чёрная рада       | Леся                                          |
| 2003      | ф | Снежная Королева  | Северная девка                                |
| 2005      | ф | Новогодний киллер | имя персонажа неизвестно                      |
| 2008      | ф | Как найти идеал   | продавец кофе                                 |
| 2008      | ф | Рука на счастье   | медсестра                                     |
| 2008      | ф | Удиви меня        | Женя Кошкина, журналистка, подруга Лены       |
| 2009      | ф | Притяжение        | Оля                                           |
| 2009      | ф | Гоголь. Ближайший | Ульяна                                        |
| 2020      | ф | Дау               | Конкордия Дробанцева (Кора), жена Льва Ландау |